# Colibrí ermità ocraci
El colibrí ermità ocraci (Phaethornis subochraceus) és una espècie d'ocell de la família dels troquílids (Trochilidae) que habita el sotabosc dels les zones forestals de les terres baixes al centre, nord i est de Bolívia i sud-oest del Brasil.